# Dsmitryj Dsjabelka
Dsmitryj Uladsimirawitsch Dsjabelka (belarussisch Дзмітрый Уладзіміравіч Дзябелка; * 7. Januar 1976 in Minsk; † 24. Februar 2022) war ein belarussischer Ringer.

## Biografie
Dsmitryj Dsjabelka gewann bei den Olympischen Sommerspielen 2000 in Sydney in der Superschwergewichtsklasse des Freistilringens die Bronzemedaille.
Zuvor hatte er ab 1994 bereits an mehreren Welt- und Europameisterschaften teilgenommen, konnte dabei jedoch nie eine Medaille gewinnen. 2003 folgten seine letzten WM- und EM-Teilnahmen, da bei ihm eine schwere Nierenerkrankung diagnostiziert worden war. 2006 musste Dsjabelka sich einer Nierentransplantation unterziehen und zehn Jahre später einer weiteren. 
Am 24. Februar 2022 starb Dsjabelka im Alter von 46 Jahren.